# 占美·卡特之死及國葬
2024年12月29日，第39任美國總統占美·卡特在喬治亞州普莱恩斯的家中辭世，享嵩壽100歲又89天。他是美國歷史上最長壽的總統，也是首名享齡百歲的美國總統人瑞。卡特曾因卸任後的貢獻於2002年獲得諾貝爾和平獎。卡特逝世後，比爾·克林頓成為「最早上任的在世前總統」，以及僅存的一位20世紀在任總統。而時任總統祖·拜登則成為「最年長的在世（現任或前任）總統」。

## 背景

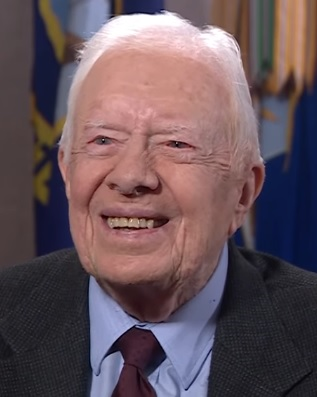
2019年的卡特

卡特是自2006年前美國總統傑拉爾德·福特去世以來，最早上任的在世前任總統，長達18年。在2012年9月，他超越赫伯特·胡佛，成為退休時間最長的總統。2019年3月22日，他又超越喬治·H·W·布什的壽命，成為美國歷史上最長壽的總統。喬治·H·W·布殊於2018年11月去世，享耆壽94歲171天；這兩名總統都出生於1924年。卡特曾在2019年接受《人物》雜誌訪問時表示，活到90多歲讓他感到困難，他認為長壽的祕訣是一段美滿的婚姻。
卡特多年來健康狀況不佳，尤其是確診罹患擴散至大腦和肝臟的黑色素瘤後，情況逐漸惡化。2023年2月18日，卡特中心宣佈他將接受臨終關懷，不再尋求進一步的醫療治療。據醫學專家指出，臨終關懷通常適用於預期壽命不超過6個月的患者，而這些患者多在數週內過世。在消息公布後，卡特的家人隨即前往喬治亞州陪伴他度過最後的時光，但當地媒體在四個月後報導，卡特狀態良好，依然與家人互動，甚至享受冰淇淋。
2023年8月底，卡特的孫子傑森·卡特更新其祖父的健康狀況，稱他「已經到了人生的最後階段」。同年9月中旬，傑森進一步表示，卡特與前第一夫人羅莎琳·卡特「都接近生命的終點」，但兩人仍然健康到可以參加9月23日的普雷恩斯花生節活動。2023年11月17日，羅莎琳也被宣佈將進入臨終關懷，她於兩天後去世，享年96歲，卡特在她的葬禮上進行最後一次公開露面。
2024年7月，極右翼政治活動人士勞拉·盧默在社交媒體上散佈一封虛假的卡特逝世信件，該信迅速引發關注，但盧默隨後收回帖文並譴責這封假信。

## 逝世
2024年12月29日，占美·卡特在喬治亞州普莱恩斯的家中辭世，享年100歲。其兒子詹姆斯·E·卡特三世於美國東部時間下午3點45分正式宣佈死訊。卡特逝世後，家屬立刻展開葬禮籌備工作，並計劃發表悼詞，由家人撰寫並公佈。

## 反應
美國總統祖·拜登表示：「美國和全世界失去一位卓越的領袖、政治家與人道主義者。」當選總統當勞·特朗普也稱讚卡特「為改善美國人民的生活付出了全部努力」。拜登在聖克羅伊發表演講時進一步形容卡特是一位「非凡的領袖」。前總統貝拉克·奧巴馬、喬治·W·布殊以及比爾·克林頓亦紛紛表達哀悼。
卡特曾於2016年民主黨美國總統候選人初選中投票支持的參議員伯尼·桑德斯稱：「無論是在任期間還是卸任後，占美·卡特都以正直、誠懇和親民的形象為人所銘記。」在喬治亞州，州長布賴恩·肯普、前參議員凱莉·萊夫勒、該州國會代表團以及州內兩黨人士也同樣深表哀悼。
在美國以外，中共中央总书记兼中国国家主席习近平、新加坡總理黃循財、馬來西亞首相安華·伊布拉欣、法國總統埃馬紐埃爾·馬克龍、歐洲理事會主席安東尼奧·科斯塔、荷蘭首相迪克·斯霍夫、加拿大總理賈斯廷·特魯多、埃及總統阿卜杜勒-法塔赫·塞西、巴拿馬總統何塞·勞爾·穆利諾、巴西總統路易斯·伊納西奧·魯拉·達席爾瓦、英國國王查理斯三世、英國首相施紀賢、古巴共產黨第一書記兼古巴國家主席米格爾·迪亞斯-卡內爾、匈牙利總理欧尔班·維克托、日本首相石破茂、菲律賓總統小费迪南德·馬可斯、以色列總統伊萨克·赫尔佐格、巴勒斯坦總統馬哈茂德·阿巴斯、烏克蘭總統弗拉基米爾·澤連斯基以及教宗方濟各也對卡特的逝世表示哀悼。
伊朗國營電視台對卡特之死的報導中稱他是針對伊朗的「經濟制裁之策劃者」。

## 紀念活動及國葬
根據《紐約時報》的報導指，占美·卡特的身後安排早在數年前便已規劃妥當。卡特的遺體將從喬治亞州阿梅里克斯的菲比·桑特醫療中心出發，由車隊護送至亞特蘭大。途中，車隊會經停普莱恩斯的家中，國家公園管理局將向這位前總統致敬，他的農場鐘將敲響39次以示紀念。車隊還將前往喬治亞州議會大廈進行短暫默哀，隨後送至卡特中心，遺體將於2025年1月4日至7日在此停靈，供民眾瞻仰。1月7日，卡特的遺體將搭乘軍用飛機，由多賓斯空軍預備役基地運抵安德魯斯聯合基地，使用飛行代號為「特別航空任務39」。
抵達安德魯斯聯合基地後，卡特的靈柩將由車隊送至美國海軍紀念館，並由馬車靈柩護送隊伍運往美國國會大廈。他的遺體將於1月7日至9日清晨在美國國會大廈圓形大廳內供瞻仰。

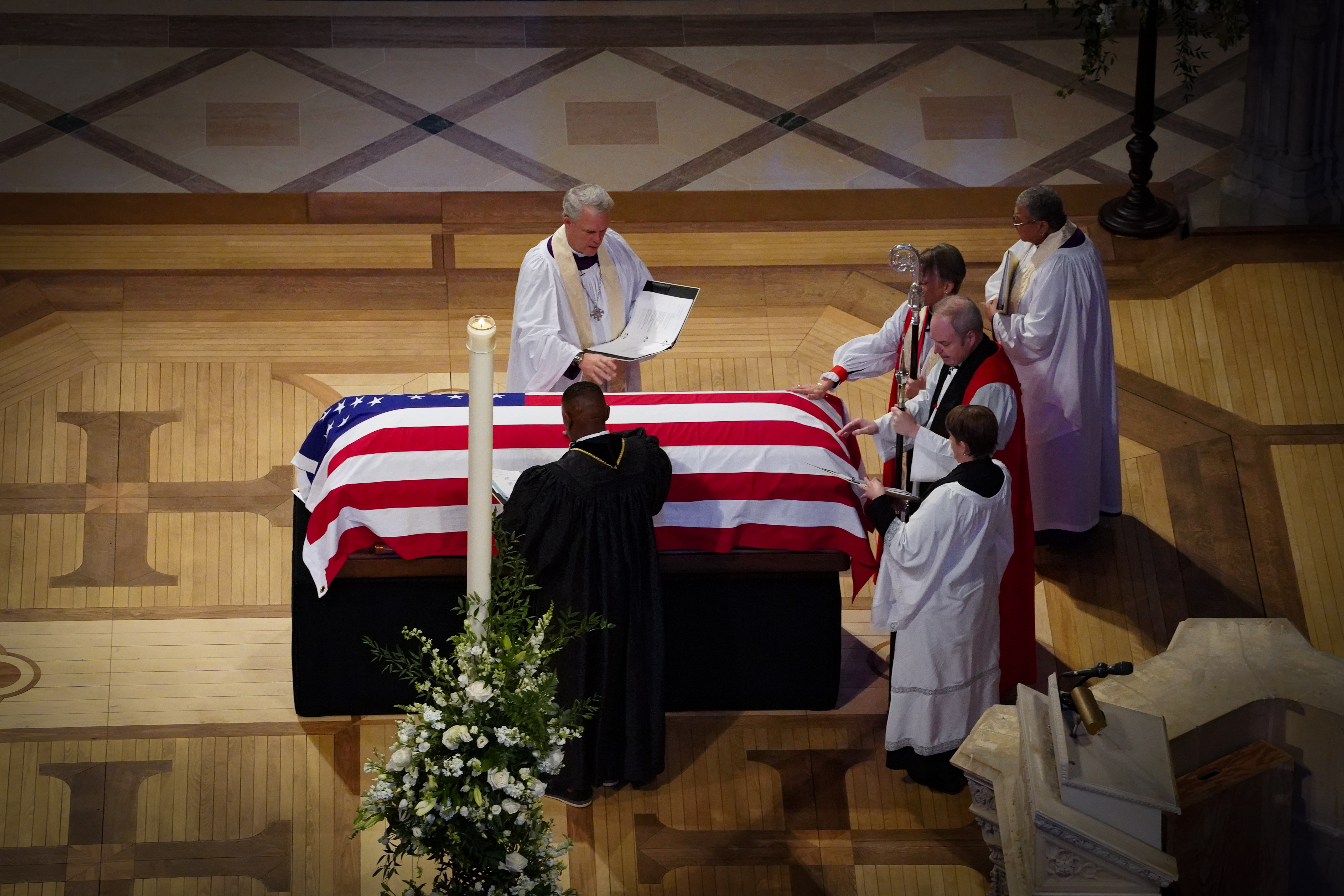
國葬儀式

1月9日，國葬儀式將於華盛頓國家大教堂舉行。美國總統祖·拜登將在儀式中發表悼詞，卡特的孫子傑森·卡特也將致辭。此外，史蒂文·福特及泰德·蒙代爾分別宣讀其已故父親（前美國總統傑拉爾德·福特和卡特任內的副總統沃爾特·蒙代爾）在生前寫下的悼詞。
儀式結束後，卡特的遺體將乘坐軍機返回喬治亞州，降落於班寧堡的勞森陸軍機場。隨後，遺體將被送往普雷恩斯的瑪拉納撒浸信會教堂，舉行私人告別儀式。最後，卡特的遺體將由車隊送回家中安葬，儀式僅限家人參加。最初計劃利用火車運送，但因卡特本人反對而取消。
總統拜登宣佈全國降半旗30天以表悼念，並表示該規定將適用於當選總統當勞·特朗普的第二次就職典禮期間。各州州長也紛紛下達行政命令，要求全州降半旗向卡特致敬。

## 外部鏈接
- 拜登總統在C-SPAN談到前總統占美·卡特的逝世 （页面存档备份，存于）
- 占美·卡特紀念頁面 （页面存档备份，存于）
- 占美·卡特官方紀念網站 （页面存档备份，存于）